# Société burkinabè des fibres textiles
La Société burkinabè des fibres textiles (Sofitex) est une société d'économie mixte, d'abord publique puis privatisée, créée en 1974 qui a pour mission le développement de l'agro-industrie cotonnière au Burkina Faso.
Alors que d'autres pays d'Afrique francophone ont nationalisé leurs sociétés cotonnières dès 1974, la Haute-Volta a mis en place pendant cinq ans une phase de transition et créa  l'Association « Haute-Volta /Compagnie Française pour le Développement des Textiles » qui dura de 1970 à 1979.
Le 20 juin 1979, le gouvernement voltaïque prit son autonomie et créa la « Société Voltaïque des Fibres Textiles » avec un capital de 1,1 million de francs CFA, dont 55 % pour l'État et 45 % pour la Compagnie Française pour le Développement des Textiles. En 1981, à la suite de l'implantation de l'usine de Dédougou et de certains aménagements, le capital est passé à 2,2 millions de francs CFA. Le capital de la société est ensuite porté à 4 millions de CFA. Dans l'ouest du pays, la région cotonnière de Bobo Dioulasso, près de la frontière ivoirienne, elle devient le principal levier des changements économiques et sociaux.

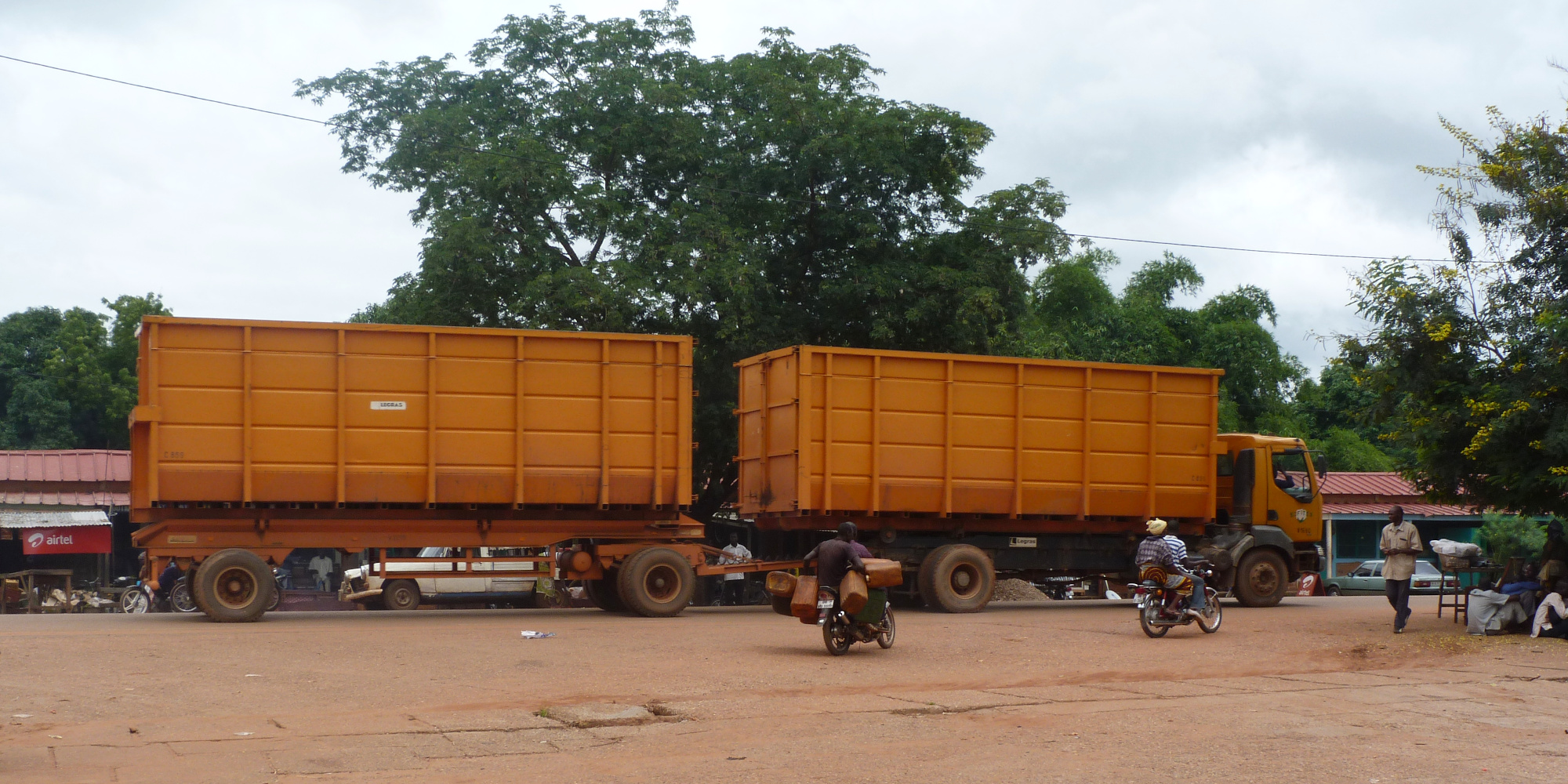
Camion de coton de la Sofitex dans la province du Gourma (2012).

Elle a pour mission de travailler en coopération étroite avec l'union nationale des producteurs de coton du Burkina Faso, qui promet une production d'un million de tonnes pour 2011. Même dans l'hypothèse d'une stagnation sur un niveau de production de 700 000 tonnes de coton, la culture de la fibre blanche injecterait 1,25 milliard de dollars dans l’économie du Burkina Faso.
Environ 80 % de sa production en coton est fait avec des organismes génétiquement modifié (OGM). La Banque agricole et commerciale du Burkina (BACB) apporte son concours aux campagnes cotonnières de la Sofitex.
Principale société d’égrenage du Burkina, la Sofitex organise le classement manuel et visuel des différentes qualités de coton, dans un seul centre, en fonction de la longueur de la fibre. Sur le plan qualitatif, le Burkina Faso a pu de cette manière améliorer sensiblement la qualité de son coton malgré la croissance très forte de la production au cours des décennies 1990 et 2000. Des progrès 
ont été faits pour réduire la contamination et la longueur de la fibre s’est  sensiblement améliorée, le pourcentage de coton classé 1-1/8” étant passé de 20 % en 1995/1996 à 80 % en 2005/2006.
Son ancêtre jusqu'en 1979, était la Compagnie Française pour le Développement des Textiles (CFDT). Une quinzaine d'années après l'indépendance de 1960, la plupart des pays transformèrent ses filiales en sociétés cotonnières, sur le modèle de sociétés d’économie mixte où la CFDT restait actionnaire: la Sodecoton au Cameroun, la Compagnie ivoirienne pour le développement des textiles (C.I.D.T) en Côte d'Ivoire, la Compagnie malienne pour le développement du textile au Mali, la CotonTchad au Tchad, la Société centrafricaine de développement agricole (Socada) en République centrafricaine, la Société togolaise du coton (Sotoco) au Togo, la Sodefitex au Sénégal, la Société nationale pour la promotion agricole (Sonapra) au Bénin et la Société Burkinabè des Fibres Textiles (Sofitex) en Haute-Volta.
La production de coton de la zone franc, en tonnes (sources : Compagnie Française pour le Développement des Textiles/Dagris)
| Année      | 1950   | 1960   | 1980        | 1990      | 2000       | 2004         | 2008        |
| Production | 100000 | 200000 | 1/2 million | 1 million | 2 millions | 2,6 millions | 1,3 million |

## Voir Aussi